# Ancients

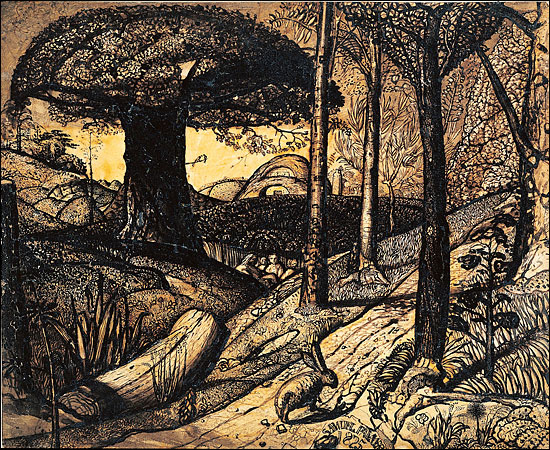
Samuel Palmer, Early Morning, 1825

The Ancients (także Shoreham Ancients i Extollagers) – niewielka grupa artystyczna angielskich malarzy romantycznych aktywna w latach 1826–1834.
Ojcem duchowym grupy był William Blake, który zaraził malarzy swoim mistycyzmem, inspirował ich twórczość i osobiście uczestniczył w zebraniach. Przywódcą grupy i jej najbardziej znanym członkiem był Samuel Palmer, w zebraniach udział brali Edward Calvert, George Richmond i John Linnell oraz kilku mniej znanych malarzy. Artyści spotykali się najczęściej w domu Samuela Palmera położonym w sielankowej okolicy w Shoreham (hrabstwo Kent).
Nazwa grupy miała związek z fascynacją średniowieczem jej członków, artyści wyrażali poparcie dla chrześcijańskich i konserwatywnych wartości. Ich prace wyrażały mistyczną wizję natury, w przypadku Palmera głęboko chrześcijańską, a u Calverta bardziej pogańską i nacechowaną erotyzmem. Członkowie Ancients najczęściej malowali obrazy o tematyce pasterskiej.